# Łużyce (Dziecinów)
Łużyce – część wsi Dziecinów w Polsce, położona w województwie mazowieckim, w powiecie otwockim, w gminie Sobienie-Jeziory, na terenie mikroregionu etnograficznego Urzecze.
Miejscowość leży na tarasie zalewowym Wisły. Liczy około 6 mieszkańców. Jest to jedyna zarejestrowana w TERYT część miejscowości o nazwie Łużyce w Polsce (chociaż z etymologicznego punktu widzenia poprawną pisownią jest Łurzyce, która nie występuje w rejestrze TERYT w ogóle).
W latach 1975–1998 obszar ten administracyjnie należał do województwa siedleckiego.
Nazwa części miejscowości pochodzi od gwarowej formy określenia Urzecze, stosowanego dla całego mikroregionu etnograficznego nad Wisłą pomiędzy ujściem Wilgi i Saską Kępą. Służyła ona do oznaczenia terenów położonych „łu rzyki”, a więc znajdujących się nad samą Wisłą.